# Anne Breick

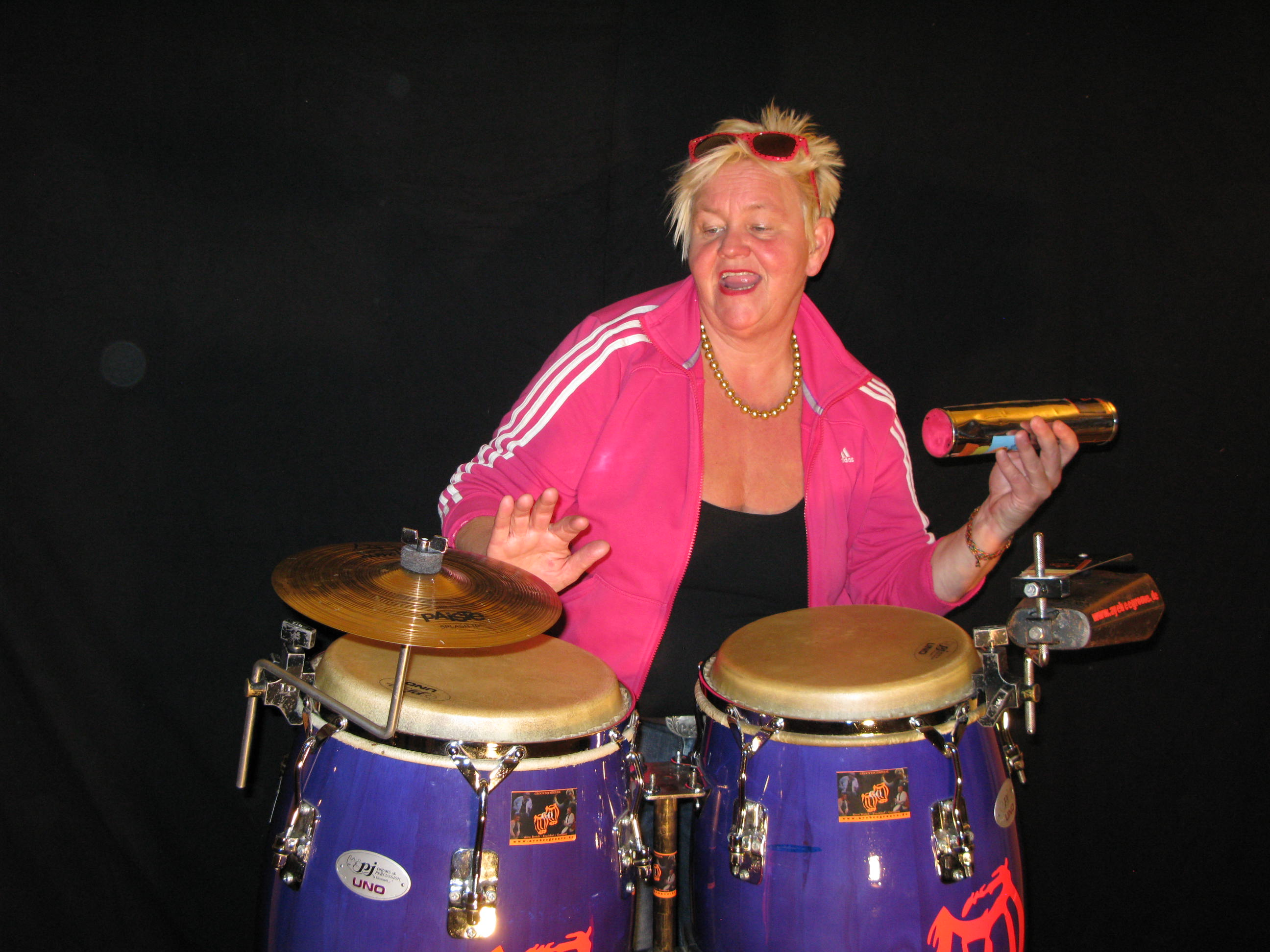
Anne Breick

Anne Breick (* 1961 in Münster) ist eine deutsche Perkussionistin, Bandleaderin, Komponistin, Studiomusikerin, Musikpädagogin, Lehrbeauftragte sowie Musikjournalistin.  

## Leben
Die Tochter eines Schmieds und gelernte Tourismusfachwirtin erlernte mit acht Jahren Flöte, dann Klavier und später Rhythmus- und Jazzgitarre. Als Reiseleiterin begegnete sie 1984 in Marokko der ersten Trommel, die fortan ihr Leben bestimmte.
1984 begann sie ihre Ausbildung in afrikanischer, afro-Kubanischer und brasilianischer Percussion mit Studienaufenthalten in Kuba (Havanna und Santiago de Cuba) und Brasilien (Salvador und Olinda). Ausgebildet wurde sie u. a. vom Khalifi-Dance-Ensemble (Ghana/D), Jürgen Fischer (Münster), John Santos vom Machete Ensemble (USA), Dudu Tucci (Brasilien/Berlin), Robyn Schulkowsky (USA/D), José Cortijo (E/D).
Parallel dazu begann ihre Bühnenkarriere 1984 mit der Frauen-Percussion-Band Black Magic Women. Anfang der 1990er-Jahre arbeitete sie als Aye Bee Groove mit Szene-DJanes zusammen und trommelte live zu House-Music, beim Christopher Street Day (CSD) in Frankfurt am Main und trat in den European Gay Games auf.
Im Jahr 1990 gründete Anne Breick mit der Latin-Funk-Bassistin Uli Pfeifer und der Soulsängerin und Songwriterin Elke Voltz die Weltmusik-Formation Kick la Luna, die 1992 ihren ersten Auftritt hatte. Mittlerweile gehören auch die brasilianische Drummerin Angela Frontera (seit 1998) und die Salsa-Keyboarderin Christiane Sattler (seit 2016) zur Band. Die Frauen-Weltmusik-Band war mit Live-Konzerten in Europa, USA und Kanada unterwegs und veröffentlichte neun CDs. Kick La Luna  arbeitete u. a. zusammen mit  der Gitarristin Jutta Keller (1992 bis 2006), der brasilianischen Musikerin Zélia Fonseca (seit 2007) und den Produzenten Elke Diepenbeck (1994), Christina Fuchs (1996) und Edo Zanki (1998 bis 2008). Ein Fan der ersten Stunde war der Moderator, Autor und Radiosprecher vom HR 3, Volker Rebell, der Anne Breick und ihre Projekte und Bands unterstützt.
Im Jahr 1998 komponierte, arrangierte und inszenierte Anne Breick anlässlich des 125-jährigen Jubiläums der Frankfurter Müllabfuhr die Müllpercussion-Formation Ten on Tons. Die Mitglieder von Ten of Tons spielen auf Mülltonnen, später kamen dann auch Samba-Instrumente, Cajones, Congas und Djembés dazu. Jetzt lieferten Ukulelen, Helikon und Sopransaxophon die Melodien, kombiniert mit mehrstimmigen Ethno-Songs.
Weitere Bands, in denen Anne Breick mitwirkte, sind Laras Affairs zusammen mit Dora Michel und Claudia Zinserling (2005–2007) sowie HaCaBa mit Barbara Schirmer und Uli Pfeifer (2006–2008). Außerdem initiierte sie eine der ersten Frauen-Samba-Bands Deutschlands, die Female Samba Connection (1997–2005) mit 25 Percussionistinnen, für die sie die Rhythmen komponierte.
Den 1984 in Hamburg gegründeten Verein „Frauen machen Musik e. V.“ holte Anne Breick als Vorstandsfrau 1989 nach Frankfurt. Im Vorstand arbeitete sie von 1989 bis 2014 ehrenamtlich  und trug zur Gründung des „Frauen Musik Büros“ in Frankfurt bei, das sich für die Vernetzung und Unterstützung von Musikerinnen in der Pop- und Jazzmusik in Deutschland und Europa einsetzt. In diesem Kontext trat sie auch als Herausgeberin und Musikjournalistin des Frauen-Musik-Magazins Rundbrief in Aktion. Der Rundbrief begann als Informationsblatt des „Frauen machen Musik e. V.“ und wurde durch Anne Breick und Sabine Kemna zu einem Frauen-Musik-Magazin weiterentwickelt und ab 1996 unter dem Titel Melodiva veröffentlicht. 50 Printausgaben wurden hergestellt und deutschlandweit über Buchläden und im Abonnement vertrieben. Sie bilden bis heute eine  Dokumentation der Musikerinnen im Pop-Musik-Business. Alle Ausgaben (Rundbrief und Melodiva) sind im Archiv in der Deutschen Nationalbibliothek in Frankfurt gelistet und erhältlich. Als die Printproduktion 2001 mit einem Sonderheft eingestellt wurde, sorgte Anne Breick für die Weiterführung als „Deutschlands 1. Frauen-Musik-Onlinemagazin Melodiva Net Club“.
Von 2005 bis 2015 entwickelte und leitete Anne Breick die vom Hessischen Kultusministerium anerkannte zweijährige Percussion-Aus- und Weiterbildung „All around grooves“ in 4 Modulen (Afro, Latin, Brasil, Pop-Music). Seit 2006 ist Anne Breick zudem Lehrbeauftragte an der Hochschule für Musik und Darstellende Kunst (HfMDK) in Frankfurt am Main, dort zuständig für die Ausbildung von Musiklehrerinnen und -lehrern, und unterrichtet im Fachbereich Musikpädagogik mit den Schwerpunkten Rhythmische Grundlagen, Latin-Percussion (Cajon/Conga), Brasil-Percussion (Samba) und Pop-Musik-Rhythmen.
Von 2012 bis 2020 entwickelte Anne Breick für die Joblinge gAG Frankfurt-Rhein-Main künstlerisch-kulturelle Percussion-Workshops für benachteiligte Jugendliche zwischen 15 und 25 Jahren. Außerdem ist sie als ehrenamtliche Mentorin für die Joblinge tätig.

## Ehrungen und Auszeichnungen
Im Oktober 2020 wurde Anne Breick vom Frankfurter Oberbürgermeister Peter Feldmann in der Paulskirche mit dem Ehrenbrief des Landes Hessen für ihre ehrenamtliche Tätigkeit im Frauen Musik Büro und als ehrenamtliche Mentorin bei der Joblinge gAG ausgezeichnet.
Im Dezember 2024 wurde Anne Breick von der Bürgermeisterin  Nargess Eskandari-Grünberg im Kaisersaal der Preis für „Integration und Diversität“ verliehen. Sie setzt seit über 40 Jahren ein Zeichen für den kulturpolitischen, queren, inklusiven und diversen Aktionismus in Frankfurt und darüber hinaus.

## Diskographie
- Kick La Luna (Kick la Luna) CD 1994
- Secret Waves (Kick la Luna) CD 1996
- Celebrate (Kick la Luna) CD 1997
- Lucina lacht (Kick la Luna) CD 1998
- Patience & Sarah (Regina Pastuszyk) Theatermusik 1999
- Die Rose (Kick la Luna) CD 2000
- Live in der Alten Oper Frankfurt (Female Samba Connection) CD 2000
- Live in der Brotfabrik (Ten On Tons) CD 2001
- Bridges to you (Kick la Luna) CD 2002
- Luna La Luz (Kick la Luna) Single 2002
- Song in my Soul (Kick la Luna) CD 2008
- Hier sind wir – Frankfurter Song zur Frauenfußball-WM (Kick la Luna) Single 2011
- Sommer unterm Mond (Kick la Luna) CD 2012
- Nicht ohne uns (CD 2022)